# Arvidstorps naturreservat
Arvidstorp är ett naturreservat i Ronneby kommun i Blekinge län.
Reservatet är skyddat sedan 1982 och omfattar 2,5 hektar. Det är beläget nordost om Kallinge och består av en välbevarad rullstensås, vackert belägen invid Arvidstorpasjöns västra strand.
På åsen växer blandskog av mest ek, tall, gran och björk. Vid sjöstranden växer glasbjörk, pors, klibbal och sälg.    